# 郭俊卿
參數所指定的目標頁面不存在，建議更正成存在頁面或直接建立下列一個頁面（建立前請先搜尋是否有合適的存在頁面可以取代）：
- 郭俊卿 (国大代表)

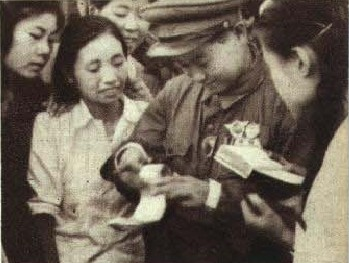
1950年全国战斗英雄会议中的郭俊卿

郭俊卿（1931年—1983年9月23日），假名郭富，女，辽宁省凌源县人，中国共产党党员。中国人民解放军特等战斗英雄，被誉为“现代花木兰”。

## 生平
原名郭俊卿，生于凌源县三十家子北店村一户贫农家庭。7岁时洪水冲毁了家里仅有的2间草房与3亩开荒地，全家逃荒到内蒙古林东草帽山野猪沟，父亲给地主翁德臣当雇工，一家住在翁德臣家的破茅屋。1940年冬父亲上山打柴，由于路滑摔伤不能干活，被翁德臣把全家赶出来，父亲三天后病逝。年仅3岁的妹妹病饿夭折。1944年，随母亲、弟弟到林西县五十家子石门子，与弟弟给地主庞寡妇放猪牛。 
1945年8月苏联对日宣战，8月12日郭俊卿在林西县城看到一队英姿飒爽的女兵，十分羡慕，萌发了“女的也能当兵，我要当兵给我死去的爹爹报仇雪恨”的想法。遂把年龄报大两岁，假名“郭富”，以参加八路军，在热北军分区林西县支队任骑兵通信员。1946年冬因顶风冒雪给60里外的八路军经棚县支队送军令，荣立一小功。1947年6月25日，郭富加入中国共产党。1948年1月随部队编入冀察热辽军区独立第6师第17团第二营第六连任四班长。1948年5月初在黄土梁子抗击国军第十三军第四师的战斗中，一战成名。1948年5月25日在三沟平泉战斗中，郭富率突击班夺取城东第二道山梁，郭富亲操白刃厮杀，夺得战斗胜利。郭富因战斗勇敢而立功，四班因作战勇敢获得“战斗模范班”的光荣称号，被提拔任机炮排任支部书记，后任二营机炮连副指导员。辽沈战役，所在的团担任牵制锦西敌军，大砬子山阻击战持续三天三夜。1949年部队南下，在湖北浠水县带头背伤病员过河，月经期受凉劳累而生病住院，被医生发现其为女性，复名郭俊卿。该师所在的第四十八军军长贺晋年得知后，说“郭俊卿是巾帼英雄，是当代花木兰，女扮男装，英勇杀敌立功，是我们四十八军的骄傲”。第四野战军暨中南军区领导一致认为，一个穷苦出身的农村女孩子，女扮男装，在战火一线英勇作战杀敌立功，从战士提拔到战斗连队副指导员，这是值得宣传的先进人物。解放战争五年间参加了辽沈战役、渡江战役和南线大追歼，立特等功1次，大功3次，小功4次。
1950年9月，年仅19岁，作为特等战斗英雄，出席了全国战斗英雄代表会议。是人民解放军唯一获得特等战功的女战斗英雄。9月25日受到毛泽东主席、朱德总司令接见。毛泽东称她“巾帼不让须眉，是一位合格的共产主义战士。”朱德总司令拉着她的手说：“你是当代军中花木兰。”会后，参加了冯文彬为团长的中国青年访苏代表团，到苏联参观学习。1951年2月4日（腊月廿八）回到家乡巴林左旗（原林东县）巴索日嘎区胡仁套海村见到了分别五年的母亲与弟弟。区政府为表彰她，给她家建起了三间房一套院。1953年保送到中国人民大学政治系学习。1956年转业到地方工作，又改回“郭富”。任山东省历城县工业局副局长，青岛第一服装厂副厂长。1962年10月应邀到北京参加国庆观礼。文革初期被批斗，上级组织出于保护目的，把她调到山东省曹县民政局任副局长，分管优抚工作。1981年4月离休。
1983年9月，因突发脑溢血在常州病逝。安葬在常州烈士陵园。1993年7月4日，《人民日报》在其去世十周年之际，发表悼念文章。

## 影响
1950年，新连出版社出版了《特等战斗英雄——女英模郭俊卿》。1959年作家陆柱国以郭俊卿的事迹为原型创造了著名小说《踏平东海万倾浪》。1959年作为国庆十周年的献礼影片，长春电影制片厂以郭俊卿为原型，拍摄了《战火中的青春》电影故事片，更是让郭俊卿成了家喻户晓的人物。
2009年9月10日，被评为“100位为新中国成立作出突出贡献的英雄模范人物”之一。

## 家人
五十年代过继了侄子作为养子。
文革期间在曹县收养了一个弃婴作为养女。